# Impatiens jinggangensis
Impatiens jinggangensis är en balsaminväxtart som beskrevs av Yi Ling Chen. Impatiens jinggangensis ingår i släktet balsaminer, och familjen balsaminväxter. Inga underarter finns listade i Catalogue of Life.